# Chandra Ranaraja
Chandra Mahadiulwewa, ensuite Chandra Ranaraja, née en 1939 à Anuradhapura à Ceylan, morte le 2 mars 2016 à Kandy au Sri Lanka, est une femme politique sri-lankaise.
Elle est connue comme la première femme maire au Sri Lanka, ayant été élue en 1990 maire de Kandy,.
, 

## Biographie

### Jeunesse
Chandra Mahadiulwewa naît à Anuradhapura en 1939 ; elle est l'aînée d'une famille de sept enfants. Son grand-père, D. P. B. Mahadiulwewa, est président des tribunaux de village, l'institution judiciaire de l'époque coloniale britannique. Son père est S. H. Mahadiulwewa (1906-1988), dignitaire d'Anuradhapura et député du district de Kalawewa au parlement de Ceylan de 1947 à 1952.

### Formation, enseignante
Elle effectue ses études au Hillwood College de Kandy, puis devient l'une des premières femmes à fréquenter l'Université de Peradeniya dans la province du Centre-Nord ; elle y obtient en 1961 un diplôme d'enseignement.
Ses débuts comme enseignante ont lieu à l'école du couvent de la Sainte Famille à Anuradhapura. Après avoir épousé Shelton Ranaraja (1926-2011), député de Senkadagala, elle déménage à Kandy et enseigne au lycée pour filles de la ville,. Elle abandonne l'enseignement pour s'occuper de ses cinq filles. L'une d'entre elles est ambassadrice du Sri Lanka aux Philippines. 

### Responsabilités locales, maire de Kandy
En 1978, Chandra Ranaraja est nommée en 1978 membre du premier conseil de l'Université de Peradeniya.
Elle participe à la vie politique locale et est élue membre du conseil municipal de Kandy. Chandra Ranaraja est ensuite élue maire-adjointe de 1979 à 1989, puis elle est élue maire en 1990, elle est alors la première femme maire de Kandy et la première femme maire au Sri Lanka,. Chandra Ranaraja, pendant et après son mandat au Conseil, est une ardente défenseure de la protection et de la conservation des bâtiments patrimoniaux à Kandy.

### Fin de vie
Ranaraja meurt le 2 mars 2016 à Kandy à l'âge de 77 ans.